# Atymna querci
Atymna querci är en insektsart som beskrevs av Fitch. Atymna querci ingår i släktet Atymna och familjen hornstritar. Inga underarter finns listade i Catalogue of Life.